# Back to You (Louis Tomlinson)
Back to You is een nummer van de Britse zanger Louis Tomlinson uit 2017, in samenwerking met de Amerikaanse zangeres Bebe Rexha en de Britse dj/producer Digital Farm Animals.
"Back to You" gaat over twee geliefden die elkaar voortdurend zitten te treiteren, maar toch steeds weer bij elkaar uitkomen. Hun relatie die draait op onrust: hoe meer ruzie en verwarring er is, hoe leuker ze elkaar gaan vinden. De videoclip van het nummer is opgenomen in Tomlinsons woonplaats Doncaster. Het stadion van de plaatselijke voetbalclub Doncaster Rovers FC speelt in de clip een belangrijke rol, aangezien Tomlinson daar een tijdje heeft gevoetbald en zich achter de schermen nog steeds bezighoudt met de Doncaster Rovers.
Het nummer werd een hit in Europa en Oceanië, en een bescheiden hitje in Noord-Amerika. In Tomlinsons thuisland het Verenigd Koninkrijk haalde het de 8e positie, en in Rexha's thuisland de Verenigde Staten haalde het de 40e positie in de Billboard Hot 100. In de Nederlandse Top 40 haalde "Back to You" de 17e positie, en in de Vlaamse Ultratop 50 de 30e.